# Cold Ashton
Cold Ashton – wieś w Anglii, w hrabstwie ceremonialnym Gloucestershire, w dystrykcie (unitary authority) South Gloucestershire. Leży 16 km na wschód od miasta Bristol i 156 km na zachód od Londynu. W 2001 miejscowość liczyła 248 mieszkańców.